# Luigi De Sena
Luigi De Sena (Nola, 5 marzo 1943 – Roma, 31 agosto 2015) è stato un politico, dirigente pubblico e poliziotto italiano, già Senatore della Repubblica Italiana.

## Biografia
Sposato e ha tre figli, entra in Polizia nel 1968.
Ha diretto la Squadra mobile di Treviso. Nel 1977 arriva al primo distretto di Polizia della Questura di Roma e diventa capo della Squadra Mobile della Questura di Roma dal 1981. Dal 1985 al 1992 è assegnato, fuori ruolo, al Sisde, in qualità di Direttore dell'Unità Centrale Informativa (Uci); ha prestato servizio anche all'interno della Criminalpol, dove si è occupato del progetto sicurezza per il Giubileo del 2000, ed è stato Direttore Centrale dei Servizi Tecnico-Logistici del Dipartimento della Pubblica Sicurezza del Ministero dell'Interno.
Nel dicembre 2003 è stato nominato Vice Capo della Polizia di Stato Italiana e Direttore Centrale della Criminalpol.
Nel 2005, all'indomani del delitto di Francesco Fortugno, è stato nominato Prefetto di Reggio Calabria (su designazione del Consiglio dei Ministri), con l'incarico non soltanto di governare la Prefettura reggina ma di coordinare tutte le attività di sicurezza pubblica e di contrasto alla criminalità organizzata ('Ndrangheta) e di attuare il programma di intervento straordinario in Calabria.
Alle elezioni politiche del 2008 è candidato capolista al Senato della Repubblica Italiana tra le file del Partito Democratico in Calabria, eletto in quanto primo della lista.
Dal 2008 al 2013 è stato vicepresidente della Commissione parlamentare antimafia.
Muore a Roma il 31 agosto 2015.